# Esperimento di Hafele-Keating

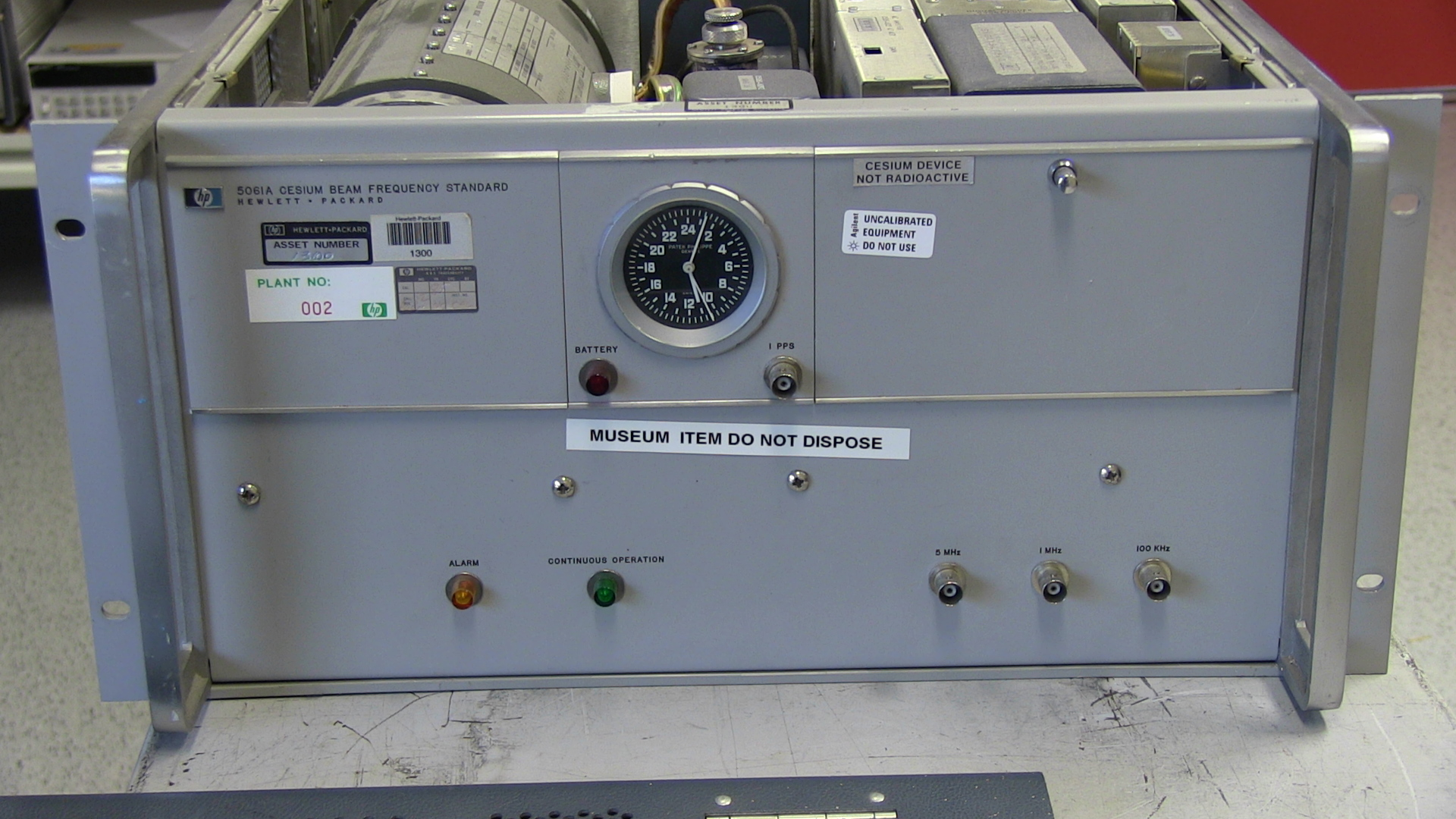
Uno degli orologi atomici al cesio HP 5061A usati nell'esperimento di Hafele–Keating

L'esperimento di Hafele-Keating, eseguito nell'anno 1971 da Joseph C. Hafele e Richard E. Keating, fu un esperimento grazie al quale fu possibile verificare con estrema precisione (come si legge nell'articolo della rivista Science pubblicato nel 1972) le predizioni delle teorie della Relatività ristretta e della Relatività generale. In particolare lo scopo fu quello di verificare gli effetti del campo gravitazionale terrestre sullo scorrere del tempo che risultano difficili da misurare in quanto estremamente brevi. La verifica fu possibile grazie all'utilizzo di tre orologi atomici in grado di apprezzare intervalli di tempo dell'ordine del nanosecondo e di due aerei di linea di una tratta commerciale.

## L'esperimento

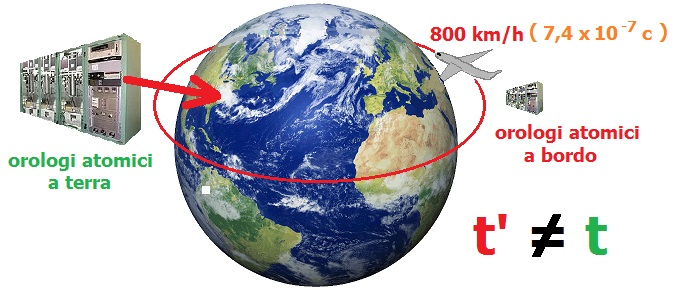
Esperimento di Hafele-Keating (1971)

Secondo la teoria della Relatività ristretta, per un orologio che si trova all'equatore il tempo è dilatato e dunque scorre più lentamente rispetto ad un orologio fermo ad uno dei due poli terrestri. Questo effetto è dovuto al fatto che un orologio all'equatore ha una velocità dovuta alla rotazione della terra che nei poli è assente. Se inoltre si pone un terzo orologio su un aereo che si muove con una certa velocità rispetto alla superficie terrestre ci si aspetta che anche per questo il tempo scorra diversamente rispetto ai due orologi citati prima. In particolare le differenze nello scorrere del tempo dell'orologio sull'aereo saranno dovute a due effetti: da un lato la dilatazione dei tempi dovuta alla relatività ristretta e dall'altro l'effetto opposto di accelerazione dei tempi rispetto ad un orologio a terra dovuto alla minore intensità del campo gravitazionale terrestre previsto dalla relatività generale.
L'esperimento consente così di verificare, tramite il confronto dei tre orologi, sia la teoria della Relatività generale che la teoria della Relatività ristretta. Si può trovare una descrizione più esaustiva dell'esperimento nell'articolo scritto dallo stesso.

## Verifica della Relatività ristretta
Usando le trasformazioni di Lorentz è possibile calcolare con esattezza le differenze nello scorrere dei tempi di questi orologi. Usiamo l'orologio al polo come orologio di riferimento in quanto fermo. Chiameremo {\displaystyle \tau _{ref}} il tempo proprio dell'orologio situato in uno dei due poli, {\displaystyle \tau _{0}}il tempo dell'orologio a terra misurato nel sistema di riferimento fermo ai poli e {\displaystyle \tau } il tempo misurato dall'orologio sull'aereo.
Chiamiamo {\displaystyle R} il raggio della terra e {\displaystyle \Omega } la sua velocità angolare.
Applicando le trasformazioni di Lorentz declinate nella formula di dilatazione dei tempi e approssimando tramite lo sviluppo in serie di Taylor (in quanto {\displaystyle {\frac {R\Omega }{c}}<<1}) possiamo scrivere:
{\displaystyle \tau _{0}=\tau _{ref}{\sqrt {1-{\Biggl (}{\frac {R\Omega }{c}}{\Biggr )}^{2}}}\approx \tau _{ref}\left[1-{\frac {1}{2}}{\Biggl (}{\frac {R\Omega }{c}}{\Biggr )}^{2}\right]\quad (1)}
e siccome l'aereo viaggia a velocità {\displaystyle v} rispetto alla superficie terrestre e ad altezza {\displaystyle h} vale che la velocità dell'aereo rispetto al polo sarà {\displaystyle v_{aereo}=\Omega (R+h)+v} dove la velocità {\displaystyle v} sarà positiva se l'aereo viaggia ad Est e negativa se l'aereo viaggia ad Ovest.  In altri termini avremo: {\displaystyle v_{aereo_{est}}=\Omega (R+h)+|v|} e {\displaystyle v_{aereo_{ovest}}=\Omega (R+h)-|v|}.
Siccome {\displaystyle h<<R} possiamo approssimare {\displaystyle v_{aereo}=\Omega (R+h)+v\approx \Omega R+v} e dunque otteniamo, sostituendo nelle trasformazioni di Lorentz e approssimando tramite lo sviluppo in serie di Taylor:
{\displaystyle \tau =\tau _{ref}{\sqrt {1-{\Biggl (}{\frac {R\Omega \pm v}{c}}{\Biggr )}^{2}}}\approx \tau _{ref}\left[1-{\frac {1}{2}}{\Biggl (}{\frac {R\Omega \pm v}{c}}{\Biggr )}^{2}\right]}
Possiamo ora valutare la differenza {\displaystyle \tau -\tau _{0}} che rappresenta la differenza fra il tempo trascorso per l'orologio situato sulla superficie terrestre all'equatore e il tempo misurato a bordo dell'aereo. Una volta valutata questa quantità possiamo confrontarla con i tempi indicati dai due orologi atomici e verificare se essi indicano la stessa quantità (ovviamente in questa verifica terremo debitamente conto degli effetti previsti dalla relatività generale per poi confrontare i ritardi dovuti unicamente agli effetti cinematici della relatività ristretta).
{\displaystyle \tau -\tau _{0}=\tau _{ref}\left[1-{\frac {1}{2}}{\Biggl (}{\frac {R\Omega \pm v}{c}}{\Biggr )}^{2}\right]-\tau _{0}\quad (2)}
ora dalla {\displaystyle (1)} si ricava
{\displaystyle \tau _{ref}=\tau _{0}\left[1-{\frac {1}{2}}{\Biggl (}{\frac {R\Omega }{c}}{\Biggr )}^{2}\right]^{-1}}
e dunque, sostituendo in {\displaystyle (2)}e sviluppando in serie di Taylor otteniamo:
{\displaystyle \tau -\tau _{0}=\tau _{0}\left[1-{\frac {1}{2}}{\Biggl (}{\frac {R\Omega \pm v}{c}}{\Biggr )}^{2}\right]\left[1-{\frac {1}{2}}{\Biggl (}{\frac {R\Omega }{c}}{\Biggr )}^{2}\right]^{-1}-\tau _{0}\approx \tau _{0}\left[1-{\frac {1}{2}}{\Biggl (}{\frac {R\Omega \pm v}{c}}{\Biggr )}^{2}\right]\left[1+{\frac {1}{2}}{\Biggl (}{\frac {R\Omega }{c}}{\Biggr )}^{2}\right]-\tau _{0}\approx -{\frac {1}{2c^{2}}}\left[2R\Omega v+v^{2}\right]\tau _{0}}
Dunque avremo che l'orologio sulla Terra sarà in ritardo o in anticipo rispetto a quello sull'aereo a seconda del segno di {\displaystyle \tau -\tau _{0}}:
- se  {\displaystyle \tau -\tau _{0}<0}  l'orologio sull'aereo sarà in ritardo (perde tempo, sull'aereo il tempo scorre più lentamente);
- se  {\displaystyle \tau -\tau _{0}>0}  l'orologio sull'aereo sarà in anticipo (guadagna tempo, sull'aereo il tempo scorre più velocemente).

Osserviamo immediatamente che se l'aereo viaggia verso est, cioè {\displaystyle v>0}, avremo sicuramente {\displaystyle \tau -\tau _{0}<0} e dunque l'orologio sull'aereo sarà in ritardo rispetto a quello sulla terra.
Se l'aereo viaggia verso ovest, cioè {\displaystyle v<0}, il segno di {\displaystyle \tau -\tau _{0}} può essere positivo o negativo a seconda della velocità dell'aereo. Supponendo che la velocità media di un aereo di linea sia di circa {\displaystyle 850Km/h} e sapendo che {\displaystyle R=6.371km} è il raggio della Terra e {\displaystyle \Omega ={\frac {2\pi }{24h}}} è la sua velocità angolare otteniamo {\displaystyle \tau -\tau _{0}>0} e dunque ci si aspetta che l'orologio a bordo guadagni tempo, cioè anticipi rispetto all'orologio a terra.
Riassumendo ci aspettiamo di ottenere i seguenti risultati:
- se l'orologio viaggia verso est  {\displaystyle \tau -\tau _{0}<0} l'orologio sull'aereo sarà in ritardo;
- se l'orologio viaggia verso ovest  {\displaystyle \tau -\tau _{0}>0} l'orologio sull'aereo sarà in anticipo.

## Risultati sperimentali
I risultati sperimentali complessivi, che includono gli effetti dovuti sia alla relatività ristretta sia a quella generale, vennero pubblicati sulla rivista Science nel 1972:
|                                      | Scarto temporale atteso (ns)      | Scarto temporale atteso (ns) | Scarto temporale atteso (ns) | Scarto temporale misurato (ns) | Discrepanza teoria/esperimento |
| Gravitazionale (relatività generale) | Cinematico (relatività ristretta) | Totale                       |                              | Scarto temporale misurato (ns) | Discrepanza teoria/esperimento |
| Est                                  | +144 ±14                          | −184 ±18                     | −40 ±23                      | −59 ±10                        | 0.76 σ                         |
| Ovest                                | +179 ±18                          | +96 ±10                      | +275 ±21                     | +273 ±7                        | 0.09 σ                         |

Le perdite e i guadagni di tempo rilevati erano compatibili con quelli attesi, con un alto livello di confidenza.